# Portret szlachcica (obraz El Greca)
Portret szlachcica z ręką złożoną na piersi lub Przysięga szlachcica lub Szlachcic z dłonią na piersi – portret malarza pochodzenia greckiego Dominikosa Theotokopulosa, znanego jako El Greco.
Datowanie obrazu nie jest pewne. Według jednych został namalowany pomiędzy 1583 a 1585 rokiem, według innych pochodzi z tego samego okresu co Męczeństwo świętego Maurycego (1580–1582) będące królewskim zamówieniem do Escorialu.
Postać patrzącego wprost na widza mężczyzny przypomina wzory greckie, leżące u podstaw twórczości portretowej El Greca. Szlachcic ukazany jest w nienaturalnej pozycji, z nietypowo złączonymi palcami dłoni. Dłoń przyłożona do piersi oznacza składanie przysięgi. Medal zawieszony na długim łańcuchu, ginący w fałdach ubrania jest odznaczeniem typowym dla zakonów rycerskich. Pod względem kolorystyki medal nawiązuje do rękojeści szpady, świadczącej o szlacheckim pochodzeniu mężczyzny. Kunsztownie zdobiona garda szpady świadczy również o doskonałości rękodzielniczej, z jakiej słynęło Toledo. Według niektórych hipotez portret szlachcica może być autoportretem El Greca.